# Неделкова къща
 Тази статия е за къщата от 1924 година.  За първоначалната къща на семейството вижте Неделкова клиника.  
Неделкова къща (на гръцки: Κτίριο Νεδέλκου, Οικία Νεδέλκου) е историческа постройка в град Солун, Гърция.

## Местоположение
Сградата е разположена на площад „Агия София“.

## История
Построена е в 1924 година за настаняване на семейство Неделкос, тъй като къщата на доктор Йоанис Неделкос на главната улица „Егнатия“ в крайна сметка е превърната в клиника. Архитект на сградата е Ксенофон Пеонидис. Към началото на XXI век като търговски магазин е активен само приземният етаж на сградата.

## Архитектура
В архитектурно отношение е триетажна къща с партер в еклектичен със силни неокласически елементи. Състои се от три части, с централна, многоъгълно проектирана ос и симетрия от двете страни. Отворите показват симетрия по вертикалната ос и върховете им са от неокласически тип.